# سیارک ۴۷۴
سیارک ۴۷۴ (به انگلیسی: 474 Prudentia، نامگذاری:1901GD) چهارصد و هفتاد و چهارمین سیارک کشف شده‌است که در ۱۳ فوریه ۱۹۰۱ و در هایدلبرگ کشف شد.
قدر مطلق سیارک برابر ۱۰٫۶۰ است.